# 塞尔 (上阿尔卑斯省)
塞尔（法語：Serres，法語發音：[sɛʁ] ⓘ），法国东南部市镇，位于普罗旺斯-阿尔卑斯-蓝色海岸大区上阿尔卑斯省，隶属于加普区，其市镇面积为18.57平方公里，2022年1月1日时人口数量为1,303人，在法国城市中排名第7,995位。
塞尔位于上阿尔卑斯省西南部，巴罗尼高原东侧，比埃什河畔，是一个区域性的中心城市，多条公路在此交汇。

## 地名来源
“Serres”一名的来源及含义均尚有待考证。
塞尔所处区域历史上曾通行奥克语维瓦赖-阿尔卑斯方言，“Serres”对应的奥克语维基百科条目拼写为“Sèrres”，在同语言Openstreetmap中则与法语名称相同。
塞尔也是法国九个名称为回文的市镇之一。

## 历史

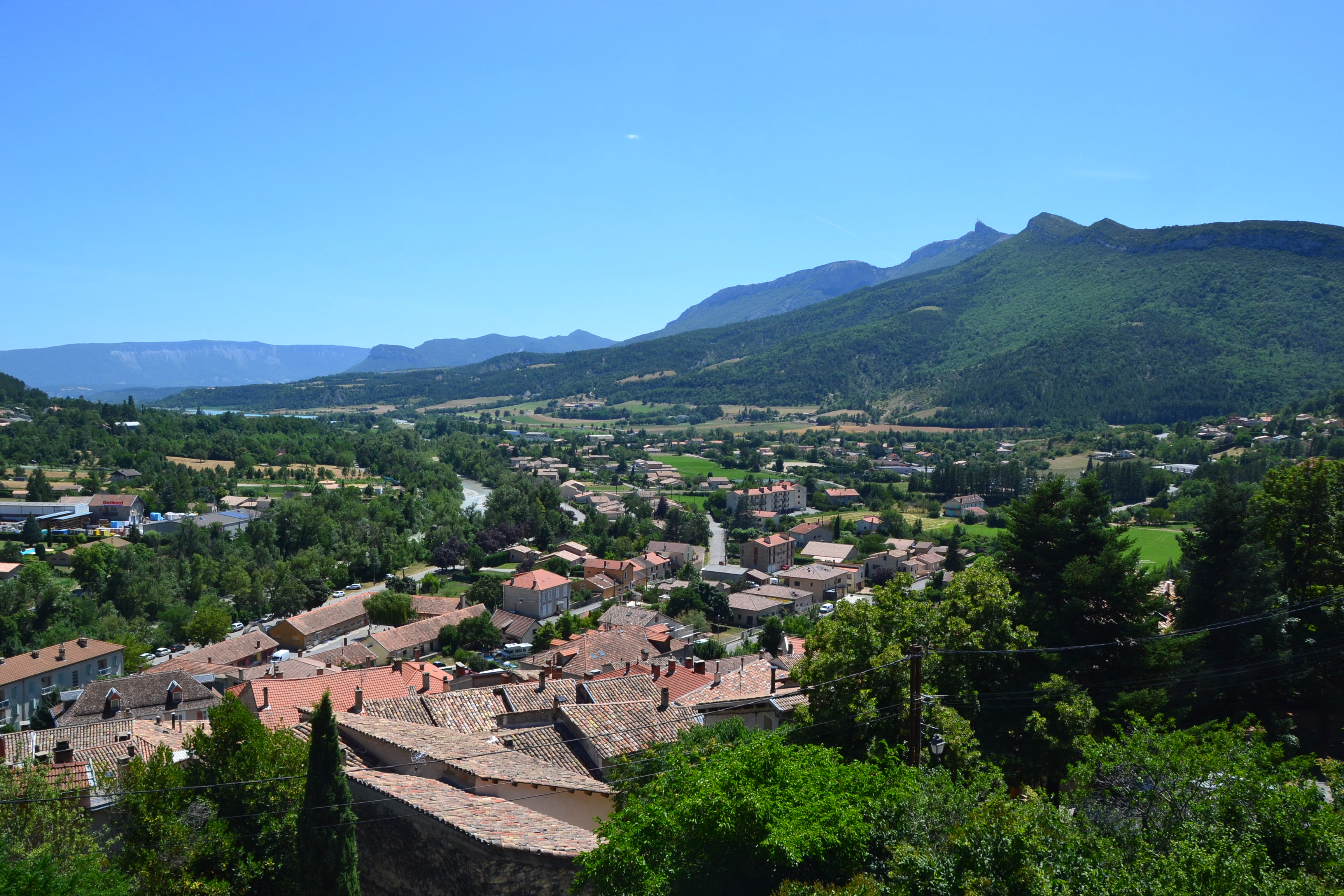
19世纪初的塞尔（绘画）

塞尔的早期历史尚不清楚，其所在的比埃什河谷在古典时期可能为利古里亚人的活动范围。根据当地官方网站的论述，公元七世纪时，塞尔境内兴建了一座罗马式教堂。公元八世纪后，教堂附近逐渐形成聚落。9世纪时，塞尔城池范围得到扩建以迎接Baillage及阿维尼翁教皇。11世纪后，塞尔被设立为一处堂区。宗教战争期间，大批新教徒曾聚集于塞尔，在新教徒领袖弗朗索瓦·德·博纳·德·莱迪吉埃的支持下，塞尔境内新建了新教教堂及塔楼，逐渐发展成为一座区域性的商业重镇。1633年，在黎塞留的要求下，塞尔城堡被拆除。法国大革命后，塞尔成为上阿尔卑斯省的一个市镇，并在1793至1801年间为该省的一个地区行署。1875年，途径塞尔的铁路线建成通车。1993至2016年间，塞尔是塞尔地区市镇公共社区的办公驻地。2019年7月，塞尔获得“法国特色小城”称号。

## 地理

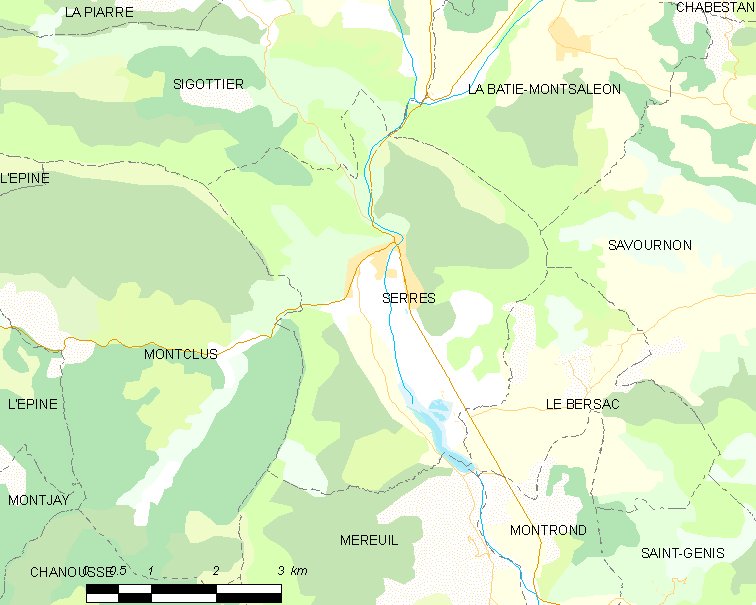
塞尔市镇范围地图

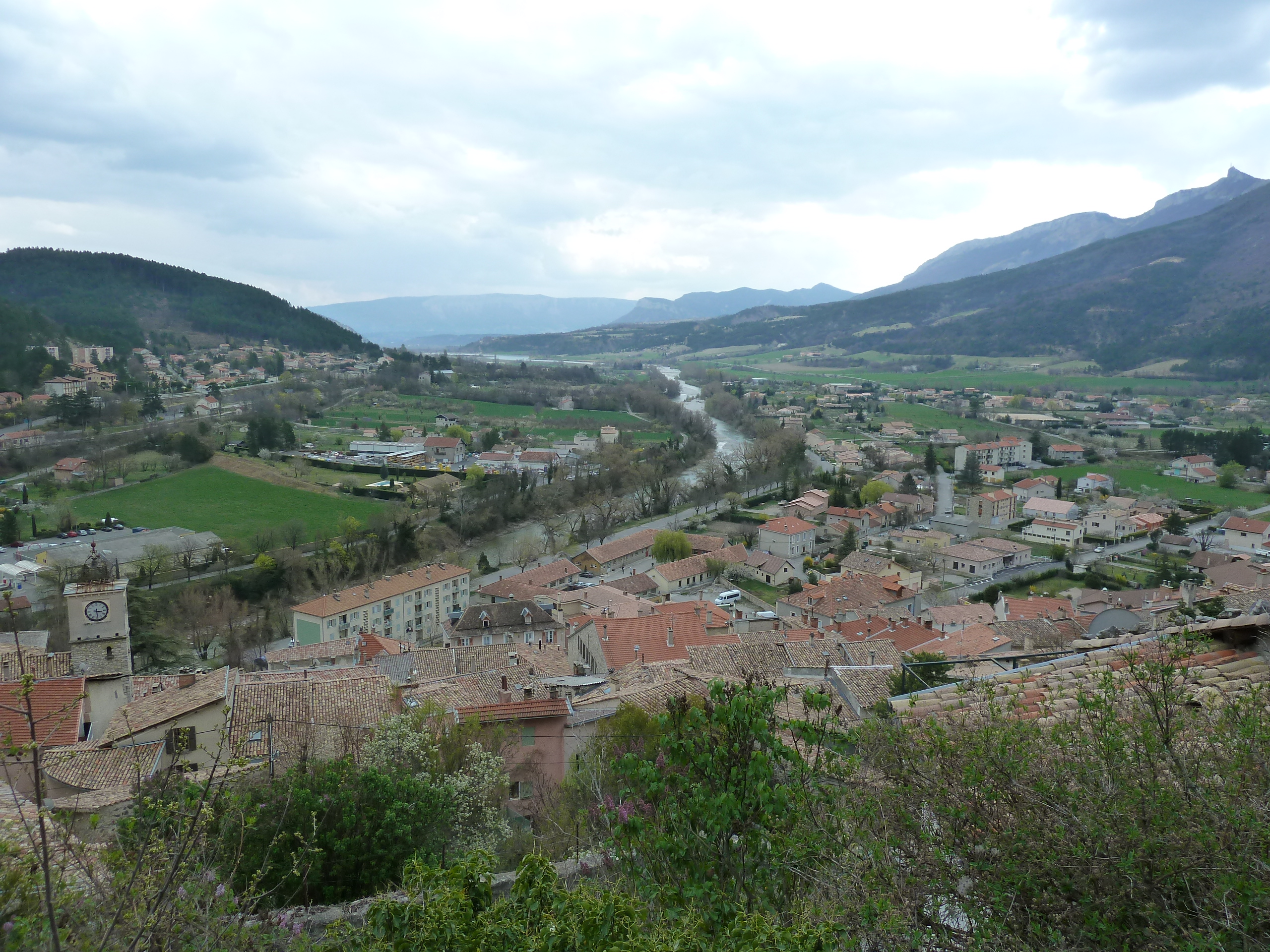
向南远眺塞尔

塞尔位于法国东南部，普罗旺斯-阿尔卑斯-蓝色海岸大区北部和上阿尔卑斯省西南部，距离省会加普大约42公里。与塞尔接壤的市镇包括：锡戈捷、拉巴蒂蒙萨莱翁、蒙克吕、萨武尔农、梅勒伊和勒贝尔萨克。

### 地形
塞尔位于比埃什地区腹地，境内以山地为主，地形复杂，市镇中心位于一处狭窄的河流弯道处，东、西、北上面被群山环绕，其中东西两侧分别为阿朗布尔岭（Arambre）和索马讷顶（Crête de Saumane），南侧则为相对宽阔的河流冲积平原，全境海拔在633到1431米之间。

### 水文
塞尔位于罗讷河流域范围内，比埃什河自北向南流经塞尔，其市镇中心位于河流右岸，另有多条山涧在此与其交汇。

### 植被
塞尔属于温带阔叶混交林区，部分高海拔地区有针叶林分布，林地广泛分布于山地地区，市镇西侧为普罗旺斯巴罗尼自然公园，东侧则为贝农森林（Forêt de Beynon）。
在鲜花城市的评比中，塞尔暂未被评级。

### 气候
塞尔在柯本气候分类法中属于带有温带特征的山地气候。
距离塞尔最近的常年气象站位于拉拉涅蒙泰格兰，以下为该气象站的数据（其中日照数据取自阿努堡-圣欧邦气象站）：
| 拉拉涅蒙泰格兰 1981年－2019年 | 拉拉涅蒙泰格兰 1981年－2019年 | 拉拉涅蒙泰格兰 1981年－2019年 | 拉拉涅蒙泰格兰 1981年－2019年 | 拉拉涅蒙泰格兰 1981年－2019年 | 拉拉涅蒙泰格兰 1981年－2019年 | 拉拉涅蒙泰格兰 1981年－2019年 | 拉拉涅蒙泰格兰 1981年－2019年 | 拉拉涅蒙泰格兰 1981年－2019年 | 拉拉涅蒙泰格兰 1981年－2019年 | 拉拉涅蒙泰格兰 1981年－2019年 | 拉拉涅蒙泰格兰 1981年－2019年 | 拉拉涅蒙泰格兰 1981年－2019年 | 拉拉涅蒙泰格兰 1981年－2019年 |
| 月份                          | 1月                           | 2月                           | 3月                           | 4月                           | 5月                           | 6月                           | 7月                           | 8月                           | 9月                           | 10月                          | 11月                          | 12月                          | 全年                          |
| ----------------------------- | ----------------------------- | ----------------------------- | ----------------------------- | ----------------------------- | ----------------------------- | ----------------------------- | ----------------------------- | ----------------------------- | ----------------------------- | ----------------------------- | ----------------------------- | ----------------------------- | ----------------------------- |
| 历史最高温 °C（°F）           | 20.6 (69.1)                   | 21.9 (71.4)                   | 26.6 (79.9)                   | 30.3 (86.5)                   | 34.1 (93.4)                   | 39.1 (102.4)                  | 38.7 (101.7)                  | 39.6 (103.3)                  | 35.5 (95.9)                   | 29.8 (85.6)                   | 22.1 (71.8)                   | 18 (64)                       | 39.6 (103.3)                  |
| 平均高温 °C（°F）             | 7.3 (45.1)                    | 10.5 (50.9)                   | 15.2 (59.4)                   | 17.8 (64.0)                   | 22.9 (73.2)                   | 27.7 (81.9)                   | 30.4 (86.7)                   | 29.7 (85.5)                   | 24 (75)                       | 18.9 (66.0)                   | 11.8 (53.2)                   | 7 (45)                        | 18.6 (65.5)                   |
| 日均气温 °C（°F）             | 2.1 (35.8)                    | 4.2 (39.6)                    | 8.1 (46.6)                    | 10.8 (51.4)                   | 15.5 (59.9)                   | 19.6 (67.3)                   | 22 (72)                       | 21.5 (70.7)                   | 16.8 (62.2)                   | 12.5 (54.5)                   | 6.5 (43.7)                    | 2.4 (36.3)                    | 11.8 (53.2)                   |
| 平均低温 °C（°F）             | −3 (27)                       | −2.1 (28.2)                   | 1 (34)                        | 3.9 (39.0)                    | 8.2 (46.8)                    | 11.5 (52.7)                   | 13.6 (56.5)                   | 13.3 (55.9)                   | 9.5 (49.1)                    | 6.2 (43.2)                    | 1.2 (34.2)                    | −2.1 (28.2)                   | 5.1 (41.2)                    |
| 历史最低温 °C（°F）           | −15.7 (3.7)                   | −16.1 (3.0)                   | −12.6 (9.3)                   | −3.2 (26.2)                   | −0.6 (30.9)                   | 2.7 (36.9)                    | 6 (43)                        | 5.6 (42.1)                    | 0.2 (32.4)                    | −4.5 (23.9)                   | −11.7 (10.9)                  | −17.4 (0.7)                   | −17.4 (0.7)                   |
| 平均降水量 mm（）             | 68.6 (2.70)                   | 40.6 (1.60)                   | 36 (1.4)                      | 79.7 (3.14)                   | 73.5 (2.89)                   | 53 (2.1)                      | 37.4 (1.47)                   | 50.4 (1.98)                   | 98.1 (3.86)                   | 99.6 (3.92)                   | 107 (4.2)                     | 71.3 (2.81)                   | 815.2 (32.09)                 |
| 月均日照時數                  | 170                           | 186.7                         | 231.6                         | 225.2                         | 260.5                         | 302.4                         | 343.4                         | 310.2                         | 247                           | 191.2                         | 159.2                         | 148.1                         | 2,775.5                       |
| 来源：infoclimat.fr           |                               |                               |                               |                               |                               |                               |                               |                               |                               |                               |                               |                               |                               |

## 行政区划
塞尔的市镇编号为05166，邮政编号为05700。
在行政管理方面，塞尔隶属于法国普罗旺斯-阿尔卑斯-蓝色海岸大区上阿尔卑斯省加普区；在地方选举方面，塞尔是塞尔县的中央投票站所在地，其市镇范围全境被划入上阿尔卑斯省第一选区；在社会管理方面，塞尔是锡斯特龙比埃什公共社区的组成部分。
截至2024年1月，塞尔市镇范围内暂无任何城市敏感街区及城市政策优先街区。
法国国家统计与经济研究所（简称）在进行数据统计时，未将塞尔划入任何城市核心区（Unité urbaine）、城市区（Aire urbaine）及城市辐射区（Aire d'attraction）。此外，还将塞尔市镇整体看作一个“块区”（IRIS），以便于统计人口分布情况。

## 交通

### 公路
上阿尔卑斯省省道D27线、D59线、D994线和D1075线在塞尔境内交汇。普罗旺斯-阿尔卑斯-蓝色海岸大区城际客运52线及下属的上阿尔卑斯省的城际客运511线和513线经停塞尔，可通往加普、迪涅莱班、格勒诺布尔、罗桑、拉拉涅蒙泰格兰等地。
| Nord | 72 |

| 23 | 30 |

| 加普 | 42 |

| 韦讷 | 16 |

| 奥朗日 | 105 |

| 尼永斯 | 64 |

| 锡斯特龙 | 34 |

| 比埃什河畔阿斯普尔 | 12 |

2020年，52.8%的塞尔家庭拥有至少一辆私人汽车。2021年，塞尔境内共发生各类交通事故3起，造成2人遇难，5人受伤，其中2人重伤。

### 铁路

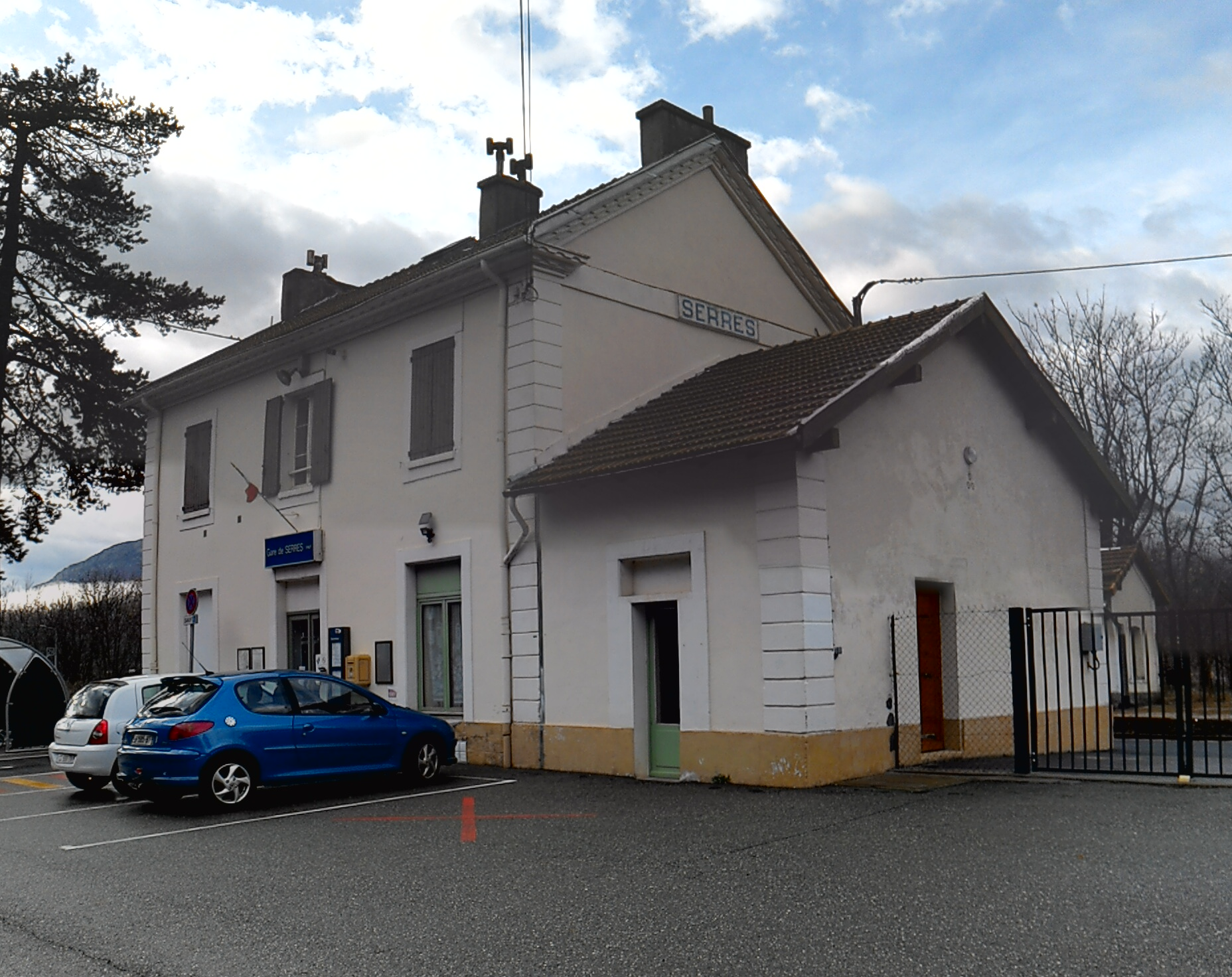
塞尔火车站

塞尔位于里昂－马赛铁路上。塞尔站位于市区东部，比埃什河左岸，该站停靠往返于加普和马赛一线的区域列车，部分班次可直通布里扬松。

### 航空
塞尔距离马赛普罗旺斯机场的公路里程大约160公里。

### 城市公共交通
截至2024年1月，塞尔暂无城市公共交通系统。

## 政治

### 市政内阁

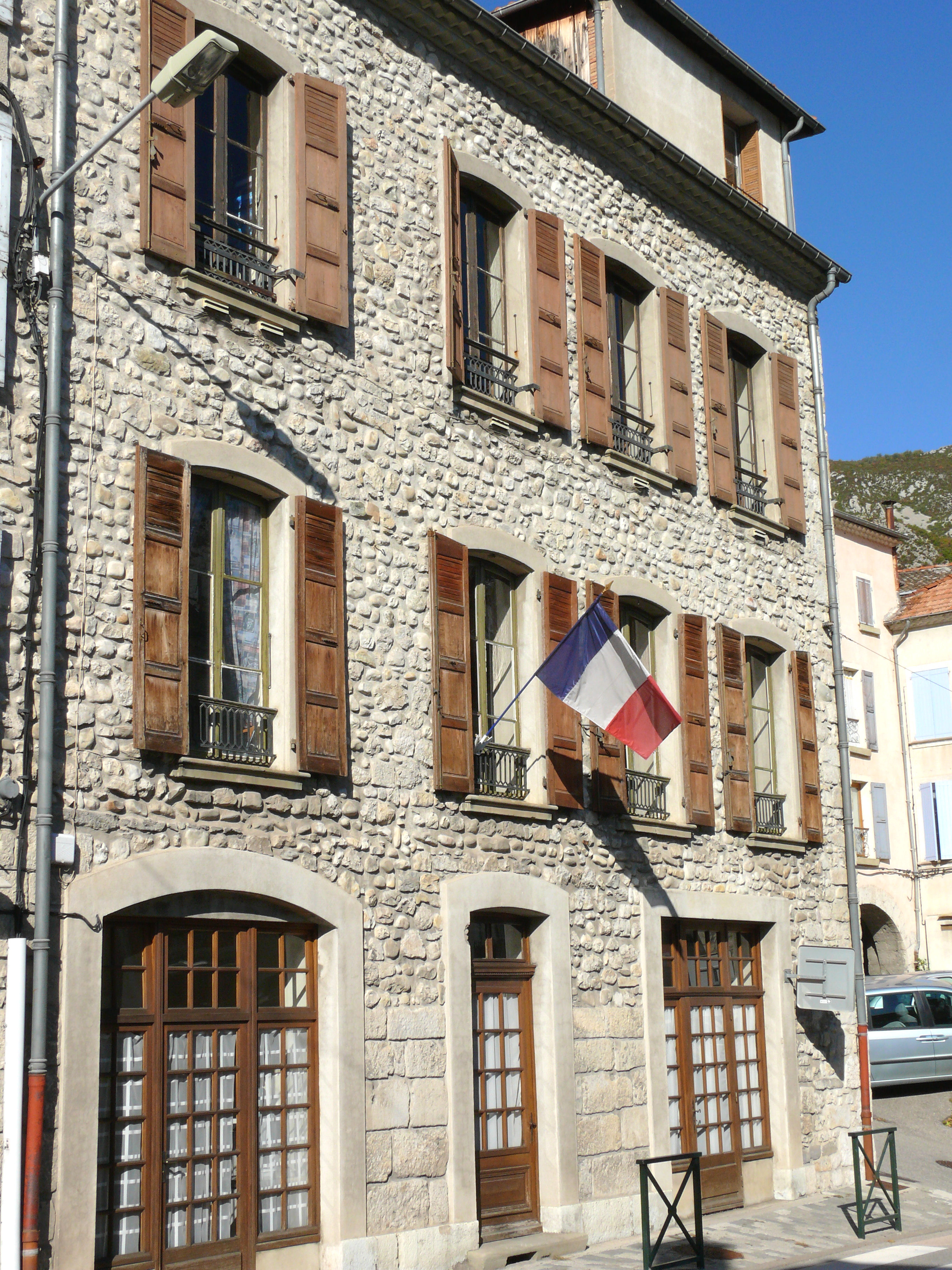
塞尔市政厅

塞尔的现任市长为法布里斯·弗罗芒先生（Fabrice FROMENT），他是一名无党派人士，在2020年的市政选举中获得了100.00%的支持率（无其他候选人）。
| 塞尔历届市长   | 塞尔历届市长                    | 塞尔历届市长    |
| 任期           | 市长                            | 党派            |
| -------------- | ------------------------------- | --------------- |
| 1944年－1945年 | Joseph EYRAUD 约瑟夫·埃罗       | 不详            |
| 1945年－1953年 | Joseph ODDOU 约瑟夫·奥杜        | 不详            |
| 1953年－1959年 | Edouard LAMBERT 爱德华·朗贝尔   | 不详            |
| 1959年－1965年 | Charles GROS 夏尔·格罗          | 不详            |
| 1965年－1983年 | Jean IMBERT 让·安贝尔           | 不详            |
| 1983年－1983年 | René JOSUAN 勒内·若叙安         | 不详            |
| 1984年－1989年 | Sylvaine SACY 席尔韦娜·萨西     | 不详            |
| 1989年－2014年 | Michel ROY 米歇尔·鲁瓦          | UMP人民运动联盟 |
| 2014年－2020年 | Bernard MATTHIEU 贝尔纳·马蒂厄  | 無黨籍          |
| 2020年－       | Fabrice FROMENT 法布里斯·弗罗芒 | 無黨籍          |

### 各级选举
| 塞尔历届投票选举结果 | 塞尔历届投票选举结果           | 塞尔历届投票选举结果 | 塞尔历届投票选举结果 | 塞尔历届投票选举结果        | 塞尔历届投票选举结果 | 塞尔历届投票选举结果 | 塞尔历届投票选举结果        | 塞尔历届投票选举结果 | 塞尔历届投票选举结果 |
| 选举项目             | 选举范围                       | 选区单位             | 选区单位内的选举结果 | 选区单位内的选举结果        | 选区单位内的选举结果 | 选区单位内的选举结果 | 选区单位内的选举结果        | 选区单位内的选举结果 | 参考资料             |
| 选举项目             | 选举范围                       | 选区单位             | 第一轮胜出者         | 第一轮胜出者                | 支持率               | 第二轮胜出者         | 第二轮胜出者                | 支持率               | 参考资料             |
| -------------------- | ------------------------------ | -------------------- | -------------------- | --------------------------- | -------------------- | -------------------- | --------------------------- | -------------------- | -------------------- |
| 2017年法國總統選舉   | 法國                           | 市镇                 |                      | 玛丽娜·勒庞                 | 23.53%               |                      | 埃马纽埃尔·马克龙           | 61.53%               | [ 23 ]               |
| 2017年法国立法选举   | 上阿尔卑斯省第一选区           | 市镇                 |                      | 帕丝卡勒·布瓦耶             | 33.2%                |                      | 帕丝卡勒·布瓦耶             | 55%                  | [ 23 ]               |
| 2019年欧洲议会选举   | 法國                           | 市镇                 |                      | 若尔丹·巴尔代拉             | 28.57%               | （不适用）           | （不适用）                  | （不适用）           | [ 25 ]               |
| 2021年法国省级选举   | 上阿尔卑斯省                   | 县                   |                      | 弗朗索瓦丝·皮内 热拉尔·特努 | 49.04%               |                      | 弗朗索瓦丝·皮内 热拉尔·特努 | 52.28%               | [ 26 ]               |
| 2021年法国省级选举   | 上阿尔卑斯省                   | 市镇                 |                      | 弗朗索瓦丝·皮内 热拉尔·特努 | 55.98%               |                      | 弗朗索瓦丝·皮内 热拉尔·特努 | 58.72%               | [ 26 ]               |
| 2021年法国大区选举   | 普罗旺斯-阿尔卑斯-蔚蓝海岸大区 | 市镇                 |                      | 雷诺·米斯利耶               | 34.68%               |                      | 雷诺·米斯利耶               | 62.41%               | [ 27 ]               |
| 2022年法国总统选举   | 法國                           | 市镇                 |                      | 玛丽娜·勒庞                 | 23.97%               |                      | 玛丽娜·勒庞                 | 50.83%               | [ 23 ]               |
| 2022年法国立法选举   | 上阿尔卑斯省第一选区           | 市镇                 |                      | 米歇尔·菲利波               | 27.27%               |                      | 米歇尔·菲利波               | 56.18%               | [ 23 ]               |

## 人口
2020年，塞尔市镇人口数量为1,292，在法国排名第7,995位。其中男性585人，女性707人，75岁及以上人口占16.6%，外籍人口数量为41人，人口密度为70人/平方公里，当地居民被称为（男性）或（女性）。2022年，塞尔境内出生5人，死亡人口27人。
| 塞尔1901年－2021年人口变化情况 |
|                                |
| 数据来源：Cassini、INSEE       |

## 经济
塞尔是一个区域性的中心城市。截至2024年1月，塞尔市镇范围内共有各类用人单位（包含自雇）385家，平均历史为19年，其中99.44%为中小型企业（PME），2023年11月至2024年1月间，当地的经济活力指数为-0.26%。 （老年人公寓）、（酒店接待）及（金属门窗安装工程）是当地2021年营业额最高的三个企业，分别为2,665,428欧元、258,748欧元和245,893欧元。

## 财政与居民收入
2021年，塞尔的财政收入总额为1,488,260欧元，财政支出总额为1,434,870欧元，当年的债务总额为663,540欧元。2021年，塞尔市镇通过增值税获得45,130欧元的收入，此外当地还共获得了27,910欧元的国家直接财政补助。
| 塞尔居民收入情况                                 | 塞尔居民收入情况 | 塞尔居民收入情况      | 塞尔居民收入情况 |
| 内容                                             | 塞尔             | 法国                  | 统计年份         |
| ------------------------------------------------ | ---------------- | --------------------- | ---------------- |
| 征税家庭总数                                     | 615              | 1,081（法国市镇平均） | 2022年           |
| 居民平均月收入                                   | 1,823欧元        | 2,435欧元             | 2022年           |
| 高级职员人均月收入                               | （不详）         | 4,331欧元             | 2021年           |
| 中级职员人均月收入                               | （不详）         | 2,470欧元             | 2021年           |
| 普通职员人均月收入                               | （不详）         | 1,801欧元             | 2021年           |
| 贫困率                                           | （不详）         | 14.5%                 | 2020年           |
| 青壮年（15至64岁）失业率                         | 12.6%            | 7.4%                  | 2020年           |
| 征税家庭数量占比                                 | 33.5%            | 45.5%                 | 2020年           |
| 家庭年均纳税                                     | 2,605欧元        | 4,393欧元             | 2022年           |
| 资料来源：INSEE、L'Internaute、Le Journal du Net |                  |                       |                  |

## 社会事务

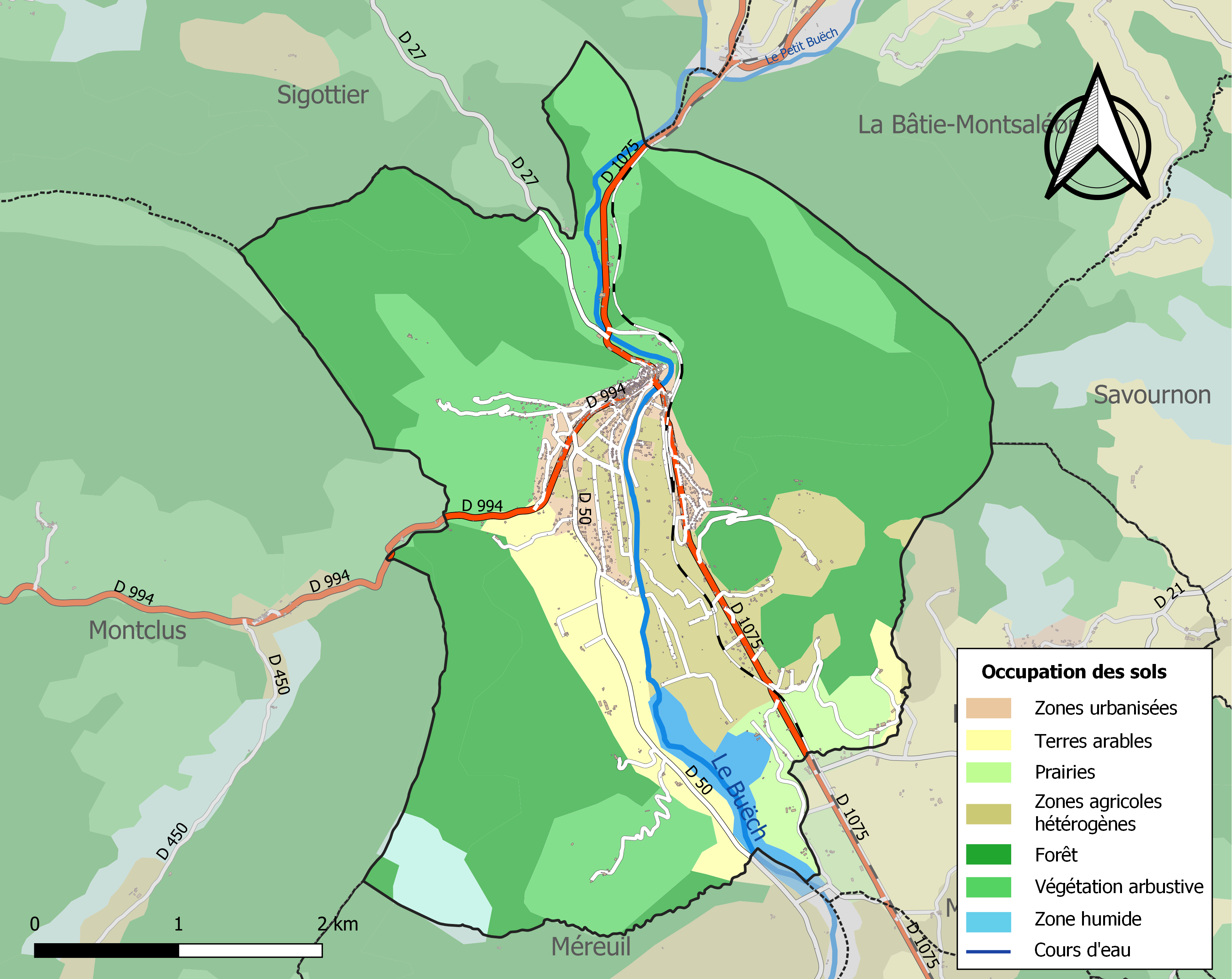
塞尔土地利用情况地图

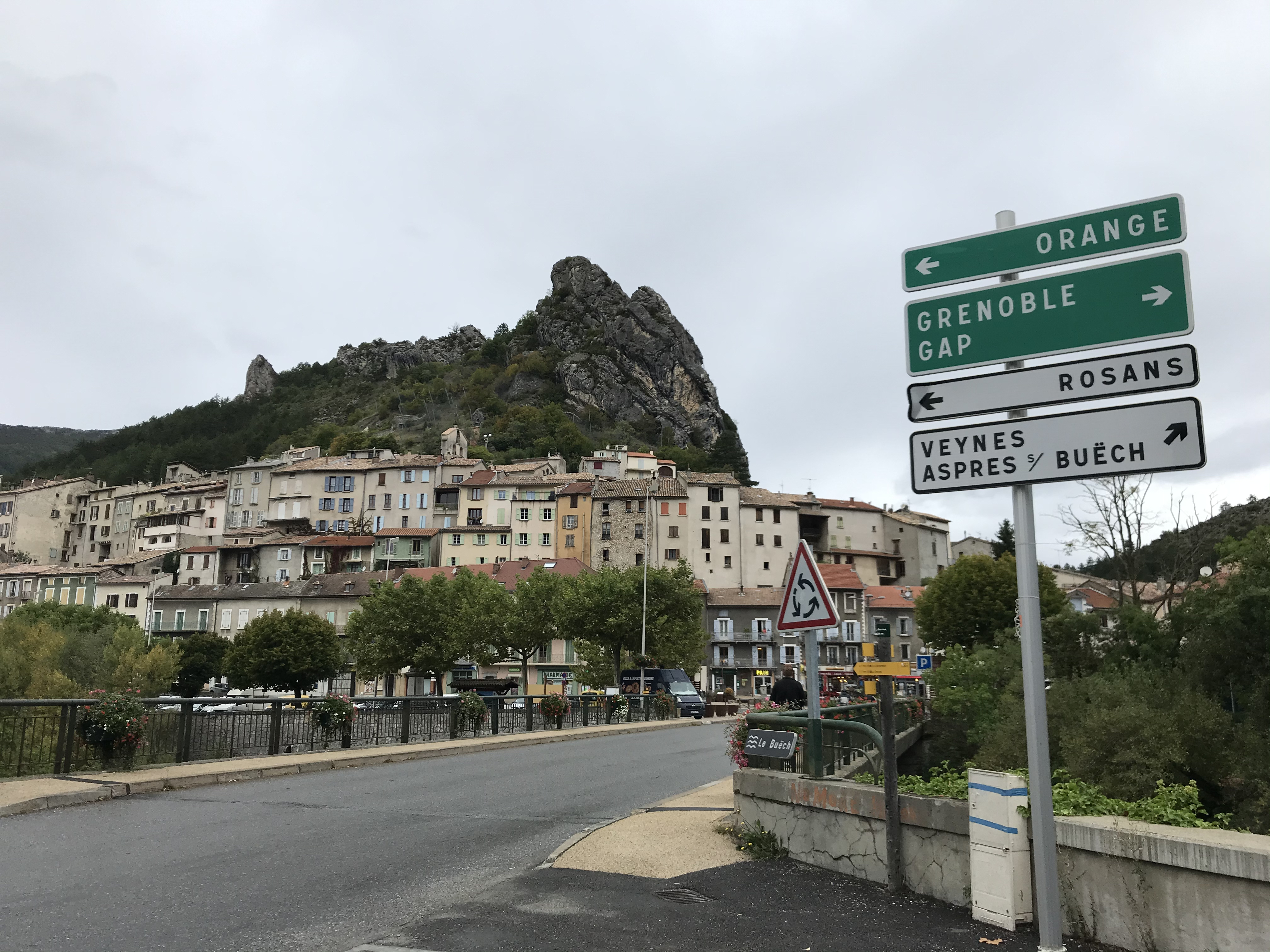
塞尔镇中心的路牌

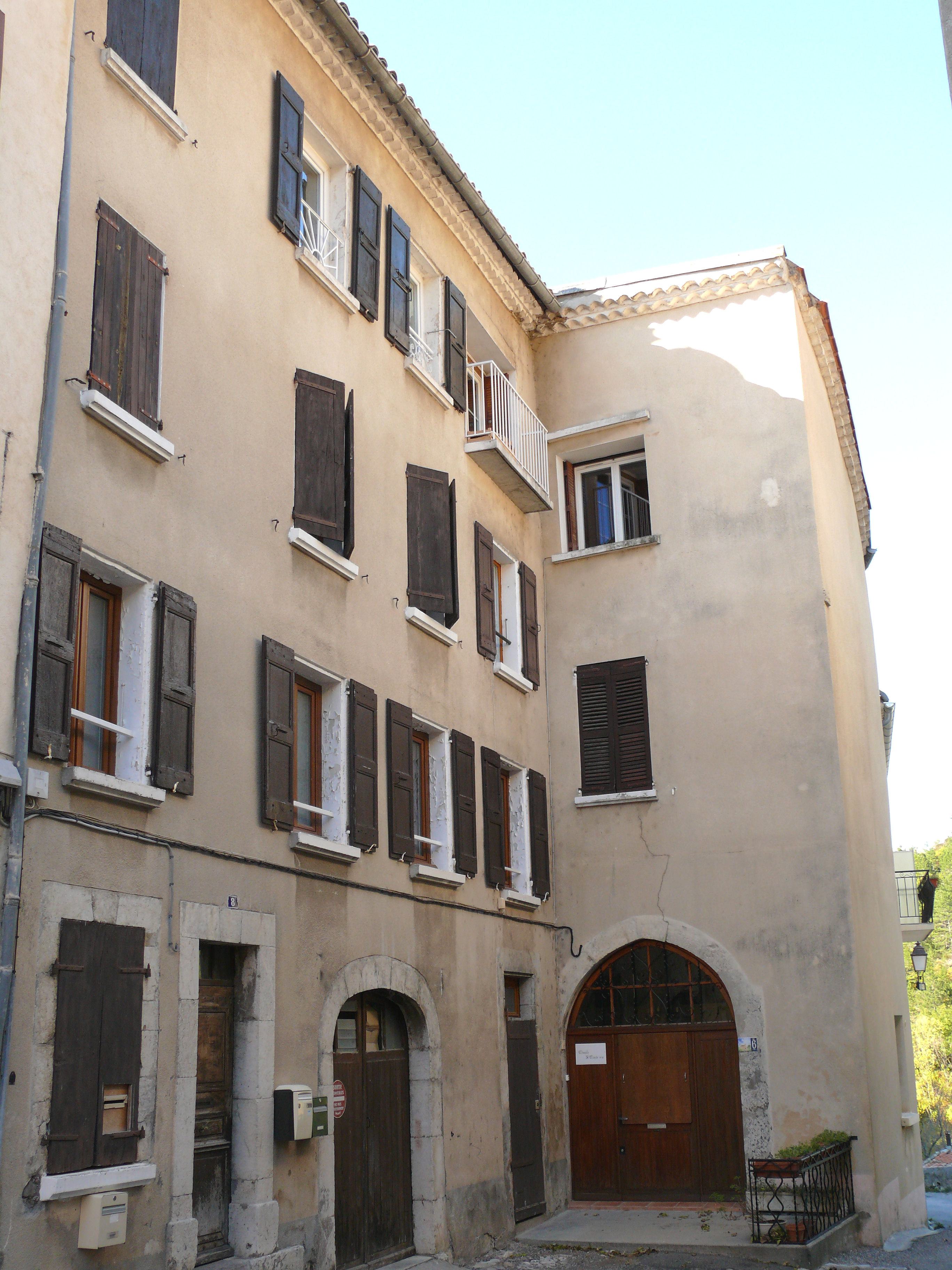
一处传统民居

### 教育
塞尔属于艾克斯-马赛学区。截至2021年1月1日，塞尔境内共有1所小学和1所初级中学。2021至2022学年度，塞尔境内共有在校中等教育阶段学生129名。

### 医疗
截至2021年1月1日，塞尔境内共有全科医生2名、保健师3名和护士10名。境内共有药房1家、养老院1家。
距离塞尔最近的区域性医疗机构为中心医院为“南阿尔卑斯市际中心医院”（Centre hospitalier intercommunal des Alpes du sud），其下属的锡斯特龙病区距离塞尔市区的正常车程大约34分钟，该院设有床位57个。

### 住房
2020年，塞尔境内共有各类住房1,059套，其中57.6%为独立式住宅，41.9%为集中式住宅。常住房屋占塞尔市镇范围内居民建筑总量的63.1%。
在住房保障政策方面，2022年，塞尔境内共有122户家庭获得了住房经济补助，受益人数占总人口数量的9.8%，其中121份为房租补助。

### 商业
2021年，塞尔境内共有各类实体商铺43家，其中餐厅8家、大型超市1家、杂货店1家、面包房3家、肉铺1家、装饰品店2家、美容美发店4家、汽车维修店3家。塞尔镇中心南侧建有一家Super U购物超市。

### 体育
2021年，塞尔境内共有1间体育馆、1处网球场、1处足球或橄榄球场以及1处篮球或排球场。
截至2024年1月，塞尔境内暂无任何注册足球俱乐部。

### 环境
塞尔的环境事务由其所属的锡斯特龙比埃什公共社区联合各级政府协调负责。2021年，塞尔境内暂无污染企业。

### 治安
2021年，塞尔市镇范围内共有1处宪兵队。
塞尔及其附近的共111个市镇是加普国家宪兵队（zone gendarmerie de Gap）的管辖范围。2020年，该宪兵队累计记录各类案件1,643起，其中盗窃类案件691起，经济类案件238起，毒品交易类案件233起。

## 文化

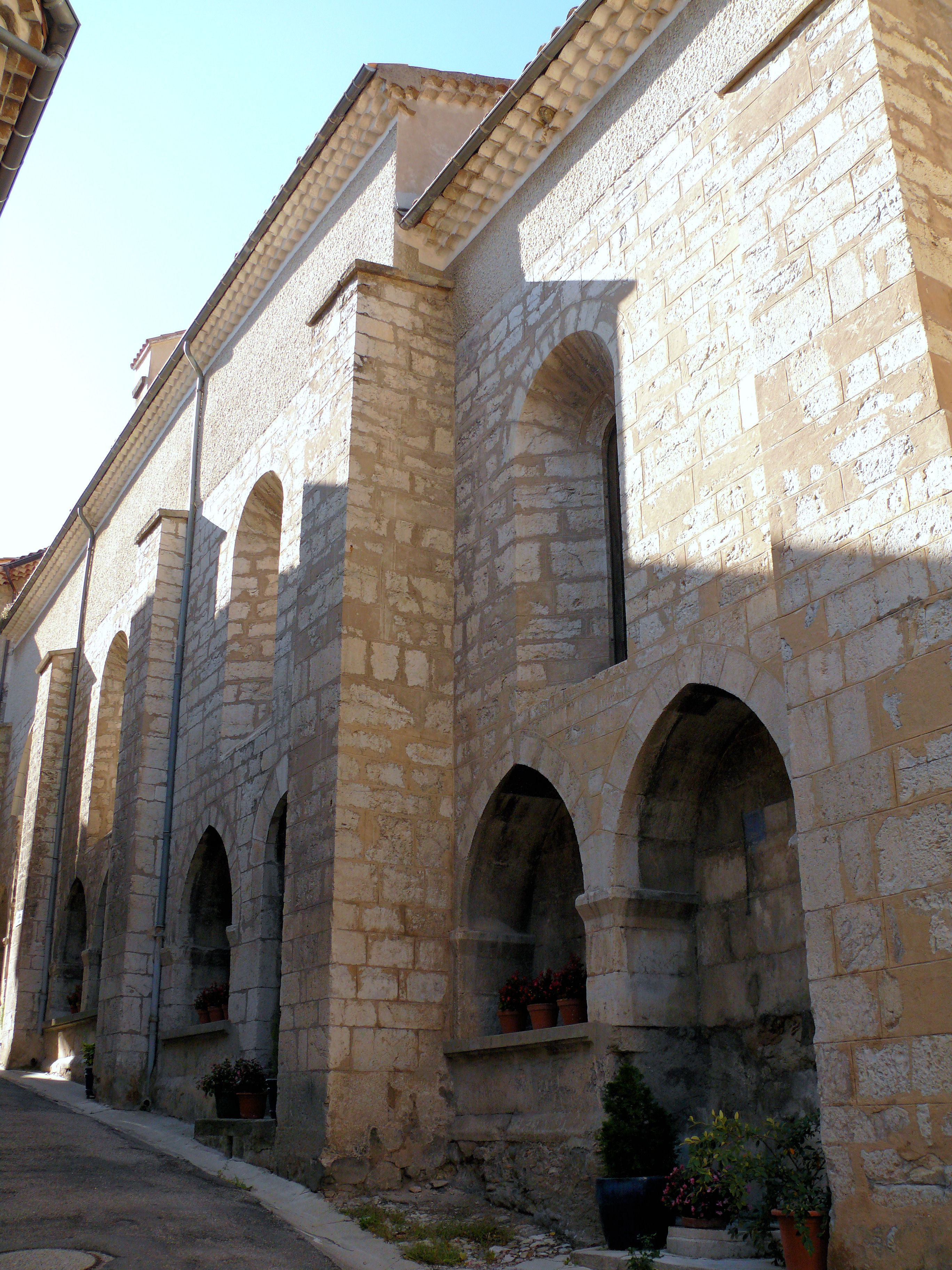
圣阿雷教堂

2021年，塞尔境内暂无任何文化设施。锡斯特龙比埃什公共社区在塞尔境内建有塞尔地区图书馆（Bibliothèque Serroise），每周五和六向公众开放。

### 建筑
塞尔境内有多处历史建筑，其中阿雷教堂（Église Saint-Arey de Serres）、莱迪吉埃旧居（Maison de Lesdiguières）等为法国国家文物保护单位。

### 旅游
塞尔的旅游事务由其所属的锡斯特龙比埃什公共社区联合各级政府协调负责。2023年，塞尔境内共有3家酒店共计29间房间；另有2个露营地，可容纳共143辆露营车。

### 媒体
法国主要的媒体均可在塞尔接收，法国电视三台下属的普罗旺斯-阿尔卑斯-蓝色海岸大区频道在部分时段播出塞尔所在上阿尔卑斯省的地方新闻。《普罗旺斯报》、阿尔卑斯第一广播、赞赞广播等是当地主要的地方性媒体。

## 相关人物
法国地理学家亚历山大·科雷拉尔和演员阿尔弗雷德·莫利马尔出生于塞尔。

## 友好城市
截至2024年1月，塞尔共与一座城市建立了友好城市关系：
- 德国 卡岑埃尔恩博根